# Balánbánya
Balánbánya (románul Bălan, németül Kupferbergwerk) város  Romániában, Erdélyben, Hargita megyében.

## Neve
Nevét a tőle nyugatra emelkedő Balán-havasról kapta. A román bălan szó szőkét jelent.

## Fekvése

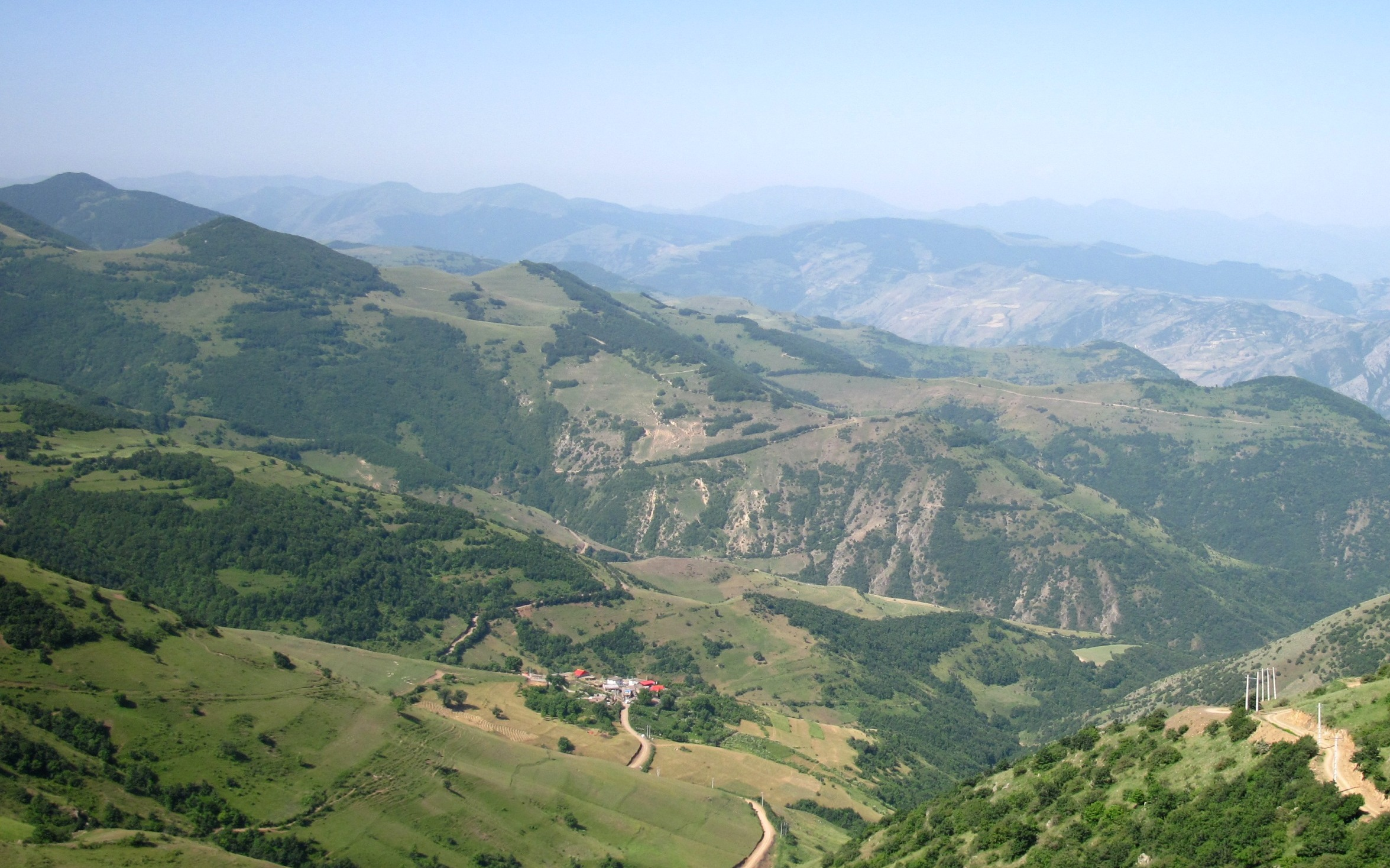
A Keleti-Kárpátok Balánbánya közelében

Hargita megye északkeleti szélén helyezkedik el, 13 km-re a csíkszentdomokosi útkereszteződéstől, a 125-ös országúton, körülbelül egyenlő távolságra Csíkszeredától és Gyergyószentmiklóstól (42 km). A Keleti-Kárpátok központi részén, a Gyergyói-havasok és a Csíki-havasok között, az Olt völgyében fekszik, a folyó áthalad a városon. A tengerszinttől számítva 760–840 m magasan található. 

## Története
Határában már a 17. században vasat bányásztak, de 1702-re a vaslelőhelyek kimerültek. A rézlelőhelyet 1785-ben egy Opra János nevű pásztor fedezte fel, a termelés 1803-ban indult meg, 1853-ban már hat bánya működött. Azóta a falu várossá fejlődött. A trianoni békeszerződésig Csík vármegye Felcsíki járásához tartozott. 1954-óta városi rangú település, de 1967-ig közigazgatásilag Csíkszentdomokoshoz tartozott. 1967-óta város. Nicolae Ceaușescu az 1950-es években rohamléptekkel iparosította a várost. Ezrével telepített be a városban épült új lakótelepekbe főleg a Kárpátokon túlról románokat, megváltoztatva a település etnikai összetételét. Míg 1910-ben 402-en lakták (385 székely, 5 román), 1966-ban már 4646 lakója volt, melyből 2507 volt székely/magyar, de már 2110 román is volt. 1977-ben már 12161-en lakták a várost, 3949 székely/magyar és 8190 román. 2002-ben 7902 lakosából 5121 román, 2703 magyar, 54 cigány és 1 német volt. A 2011-es népszámlálás idejére további jelentős népességcsökkenést könyvelhetett el a város, főként a románajkúak hagyták el tömegesen a települést, a román-magyar számarány tovább közeledett egymáshoz (62-38%). 2011-ben hosszú idők óta először magyar nemzetiségű polgármestert választottak a balánbányaiak.

## Népesség
2011-ben 5864 lakosából 3625 fő román, 2124 magyar volt.

## Gazdaság
Románia egyik legnagyobb rézbányászati központja volt. 2006-ban a bányát bezárták.

## Látnivalók
- Római katolikus templomát 1869-ben szentelték fel Nepomuki Szent János tiszteletére. Festői környéke kedvelt turistaparadicsom.
- A Várbükk-pataknak a Lok patakkal való összefolyásánál emelkedő hegyfok tetején melyet Vársarkának neveznek várromok láthatók.
- A város felett 2 km-re 1966-ban létesített Nagynyír-víztározó látja el vízzel a települést.
- Határában található az Olt forrása.
- Határában található az úgyszintén  híres Egyes-kő, a Nagyhagymás hegyvonulata, a Tar-havas, melyeket Orbán Balázs A Székelyföld leírásában így jellemez: „a Székely Svájc”.
- A várostól 2 km-re a Nagyhagymás Nemzeti Park várja látogatóit mely a Nagyhagymás hegyvonulata mellett  magába foglalja a Békás-szorost és a Gyilkos tavat is.